# Bryopesanser ascendosolaris
Bryopesanser ascendosolaris is een mosdiertjessoort uit de familie van de Escharinidae. De wetenschappelijke naam van de soort is voor het eerst geldig gepubliceerd in 2012 door Tilbrook.